# Friedrich Merz
Joachim-Friedrich Martin Josef Merz (Brilon, 11 november 1955) is een Duits politicus en jurist. Hij is partijleider van het CDU en sinds 6 mei 2025 bondskanselier van Duitsland. Eerder was hij onder meer Europarlementariër (1989–1994), lid van de Bondsdag (1994–2009) en fractievoorzitter in de Bondsdag (2000–2002; 2021-2025).

## Biografie
Merz werd geboren in Brilon, een stad in Noordrijn-Westfalen. Na het behalen van zijn Abitur in 1975 ging hij in militaire dienst. Vanaf 1976 studeerde hij rechten met een beurs van de Konrad Adenauer Stichting, eerst aan de Universiteit van Bonn en later aan de Universiteit van Marburg. Aansluitend was hij gedurende een korte periode actief als rechter in Saarbrücken, waarna hij als bedrijfsjurist aan de slag ging bij het Verband der Chemischen Industrie (VCI).
Merz is lid van de christendemocratische CDU sinds hij zich in 1972 (op 18-jarige leeftijd) aansloot bij de jongerenvereniging van deze partij. In 1989 stelde hij zich verkiesbaar bij de Europese parlementsverkiezingen van dat jaar, waarna hij verkozen werd in het Europees Parlement. Hij diende er één termijn, van juli 1989 tot juli 1994.
Na de Bondsdagverkiezingen van 1994 nam Merz namens de Hochsauerlandkreis zitting in de Bondsdag, een functie die hij bijna vijftien jaar zou bekleden. Hij werd in oktober 1998 aangeduid als vicevoorzitter van de parlementaire fractie van de Union en in februari 2000 werd hij fractievoorzitter, als opvolger van Wolfgang Schäuble. In deze hoedanigheid was Merz de oppositieleider in de Bondsdag tijdens de eerste termijn van bondskanselier Gerhard Schröder (SPD).
Bij de verkiezingen van 2002 was Merz adviseur van kanselierskandidaat Edmund Stoiber. De Union leed echter een electorale nederlaag, waarna de leiding van de Bondsdagfractie overgenomen werd door CDU-partijleider Angela Merkel. Merz was tot 2004 wel opnieuw vicevoorzitter en tevens lid van de raad van bestuur van de CDU, eveneens onder Merkel. In 2009 stelde Merz zich niet meer verkiesbaar voor de Bondsdag en ging hij zich concentreren op zijn werk als bedrijfsjurist. Daar klom hij op tot president van de Duitse afdeling van BlackRock, de grootste Amerikaanse vermogensbeheerder.

### Partijleiderschap
Bondskanselier Merkel maakte in het najaar van 2018 haar besluit bekend om af te treden als partijleider. De verkiezingen voor haar opvolging werden in december 2018 gehouden en Merz stelde zich kandidaat. Hij moest het opnemen tegen twee andere partijkopstukken: Annegret Kramp-Karrenbauer en Jens Spahn. In de eerste ronde viel Spahn af, waarna Merz in de tweede ronde nipt verslagen werd door Kramp-Karrenbauer. Na povere resultaten bij de Europese parlementsverkiezingen (2019) en de betrokkenheid van de CDU bij een politieke crisis in Thüringen (2020) besloot Kramp-Karrenbauer haar partijleiderschap (en daarmee ook het mogelijke lijsttrekkerschap voor de Bondsdagverkiezingen van 2021) echter op te geven. Nieuwe partijleiderverkiezingen werden georganiseerd in januari 2021. Merz stelde zich wederom kandidaat en kreeg daarbij concurrentie van Armin Laschet en Norbert Röttgen. Merz, die als de meest conservatieve van de drie gold, leed in de eerste ronde al een nipte nederlaag tegen Laschet en werd in de tweede ronde definitief verslagen. Hij kreeg 466 stemmen achter zich, tegenover 521 stemmen voor Laschet. Na de verkiezingsnederlaag van september 2021 trok Laschet zich terug en stelde Merz zich ten derde male kandidaat. Werden de vorige verkiezingen gehouden onder het partijkader, in december 2021 konden alle 400.000 partijleden stemmen. Nu kwam Merz met 60% van de stemmen overtuigend als overwinnaar uit de bus. In januari 2022 werd hij formeel tot partijvoorzitter gekozen met een stemmenpercentage van 94,62% op een digitaal partijcongres en 95,33% bij een aansluitende stemming per post.
Naast zijn partijleiderschap zetelt Merz sinds oktober 2021 opnieuw in de Bondsdag. Daar dient hij tevens, net als in de jaren 2000–2002, als fractieleider en oppositieleider. In vergelijking met het beleid van zijn voorgangers Laschet en Merkel is de koers van de CDU onder Merz verrechtst. Hij pleit onder meer voor een tijdelijke asielstop en permanente grenscontroles.

### Kanselierskandidaat
Het kabinet-Scholz, waartegen Merz oppositie voerde, kwam eind 2024 ten val, waarna vervroegde Bondsdagverkiezingen werden aangekondigd. Merz werd namens de Union benoemd tot kanselierskandidaat bij deze verkiezingen, nadat CSU-leider Markus Söder zijn kandidatuur hiervoor had ingetrokken. Gezien de voorsprong van CDU/CSU in de peilingen werd Merz als een serieuze kanshebber gezien om de volgende bondskanselier te worden. Tijdens de verkiezingscampagne kwam een door hem ingediende motie voor een strenger migratiebeleid hem op kritiek te staan. De motie werd aangenomen met steun van de rechts-radicale Alternative für Deutschland (AfD). Hiermee werd het cordon sanitaire (de zogeheten Brandmauer) rond de AfD doorbroken. In verschillende Duitse steden, waaronder bij het CDU-hoofdkantoor in Berlijn, werd tegen Merz geprotesteerd. Ook kopstukken uit zijn eigen partij leverden kritiek. Uiteindelijk behaalde het voorstel geen meerderheid en bleef de Brandmauer overeind.
Bij de verkiezingen van 23 februari 2025 behaalde CDU/CSU 28,52% van de stemmen en werd daarmee de grootste partij van Duitsland. Ze bleef daarmee de AfD ruim voor, die 20,80% behaalde. Al snel werd duidelijk dat Merz een coalitie met de sociaaldemocratische SPD (een zogenaamde Große Koalition) beoogde en nog voor Pasen een regering wilde vormen. Dat lukte ook: op 9 april stelde Merz samen met Söder en SPD-kopstukken Lars Klingbeil en Saskia Esken het regeerakkoord voor dat de CDU/CSU en de SPD waren overeengekomen. Daarin lag de nadruk vooral op economisch herstel, een strenger migratiebeleid en grotere investeringen in defensie. Voor dat laatste luik werd eerder zelfs de Schuldbremse losgelaten, de grondwettelijke bepaling die stelt dat de overheid niet meer dan 0,35% van zijn BBP aan schulden mag maken.

### Bondskanselier
Op 6 mei 2025 zou Merz normaal officieel tot bondskanselier benoemd worden. Tijdens een eerste stemronde behaalde hij echter onverwacht niet voldoende stemmen. Een tweede stemronde later die dag leverde wel genoeg stemmen op, waardoor hij officieel bondskanselier werd. De mislukte eerste stemronde was een unicum in de Duitse politieke geschiedenis en legde de spanningen binnen de krappe meerderheid (328 van de 630 zetels) bloot.
De eerste weken en maanden van Merz' kanselierschap stonden vooral in het teken van buitenlands beleid. Binnen de context van de Russische invasie van Oekraïne sinds 2022 bracht hij enkele dagen na zijn beëdiging samen met de Franse president Emmanuel Macron en de Britse premier Keir Starmer per trein een bezoek aan Oekraïne. In tegenstelling tot zijn voorganger Olaf Scholz was Merz steeds een uitgesproken voorstander van militaire steun aan het land. Begin juni bracht Merz dan weer een bezoek aan de Amerikaanse president Donald Trump. Voor de gelegenheid overhandigde hij Trump het geboortecertificaat van diens grootvader Friedrich (later veranderd naar Frederick) Trump, die in Duitsland geboren was en eind-19e eeuw naar de VS emigreerde.
- Catàleg d'autoritats de noms i títols de Catalunya: 981058611407006706
- CiNii: DA07968808
- Gemeinsame Normdatei: 124068685
- International Standard Name Identifier: 0000 0000 4731 8041
- Library of Congress Control Number: no2002096637
- Nationale Bibliotheek van Tsjechië: jo2014842959
- Système universitaire de documentation: 080103723
- Virtual International Authority File: 67389775
- WorldCat: E39PBJy4hXt6CYTpCb3V64MpT3